# Iekaterina Rednikova
Iekaterina Rednikova (russe : Екатери́на Ре́дникова), née à Moscou le 17 mai 1973, est une actrice soviétique puis russe. 

## Filmographie

### Cinéma
- 1997 : Le Voleur et l'Enfant
- 2008 : Un cadeau pour Staline

### Télévision
- 2005 : Archangel : Confessions dangereuses